# 白金町
白金町為台灣日治時期台南州台南市之行政區。包括清代舊街名五全、三四、打銀、陳仔芳、蕃薯崎、上橫、五帝廟。

## 名稱
1916年（大正5年）規劃町名改正時，原擬名「白金町」，臺南廳審查後將之與規劃中的「上橫町」合併，仍稱「白金町」並呈報總督府，同年11月3日公告。1919年（大正8年）4月1日正式實施。
町名為新造，係參酌境內「打銀街」之名。

## 町內設施
- 臺南郵便局（舊址現為中華電信台南民生特約服務中心）
- 三官堂
- 五帝廟